# Limnophyes prolatus
Limnophyes prolatus är en tvåvingeart som beskrevs av Ole Anton Saether 1991. Limnophyes prolatus ingår i släktet Limnophyes och familjen fjädermyggor.
Artens utbredningsområde är Tyskland. Inga underarter finns listade i Catalogue of Life.